# Leptobrachium leucops
Leptobrachium leucops es una especie de anfibio anuro de la familia Megophryidae.

## Distribución geográfica
Esta especie es endémica de Vietnam. Habita entre los 1558 y 1900 m de altitud en las provincias de Lâm Đồng y Khánh Hòa.

## Publicación original
- Stuart, Rowley, Tran, Le & Hoang, 2011 : The Leptobrachium (Anura: Megophryidae) of the Langbian Plateau, southern Vietnam, with description of a new species. Zootaxa, n.º 2804, p. 25-40[4]